# ここのえケーブルテレビ
ここのえケーブルテレビ（略称：KCT）は、大分県玖珠郡九重町が町内全地区に提供しているケーブルテレビ事業である。正式名称は九重町ケーブルテレビネットワークセンター（ここのえちょうケーブルテレビネットワークセンター）。

## サービス概要
2009年4月1日に開局式が行われ、同年6月1日より放送が開始された。放送開始時点で町内全世帯の8割以上となる3758世帯が加入している。
九重町はケーブルテレビ事業によって、地上波デジタル放送への移行に伴う新たな難視聴問題の是正と高速インターネット網の整備による情報格差の解消が実現したと評価している。敷設された回線には光ファイバーケーブルが用いられており、九重町が提供する基本プランの他に、大分ケーブルテレコムによるインターネットサービスと多チャンネルサービスもオプションとして提供されている。ケーブルテレビによる町内全地区へのインターネットサービスの開始により、大分県で唯一であったブロードバンド・ゼロ市町村の状態から脱却した。

## サービスエリア
- 大分県玖珠郡九重町

## センター施設
全て大分県玖珠郡九重町大字。
- 所在地 - 後野上8番1
- サブセンター所在地 - 田野1624番25

## 主な放送チャンネル

### 地上波系列別再送信局
| NHK-G   | NHK-E   | NNN / NNS           | ANN          | JNN      | TXN         | FNN / FNS               | JAITS |
| ------- | ------- | ------------------- | ------------ | -------- | ----------- | ----------------------- | ----- |
| NHK大分 | NHK大分 | テレビ大分 福岡放送 | 大分朝日放送 | 大分放送 | TVQ九州放送 | テレビ大分 テレビ西日本 |       |

九重町基本プラン
| デジタル | 放送局         |
| -------- | -------------- |
| 1        | NHK大分総合    |
| 2        | NHK大分Eテレ   |
| 3        | 大分放送       |
| 4        | テレビ大分     |
| 5        | 大分朝日放送   |
| 6        | FBS福岡放送    |
| 7        | TVQ九州放送(※) |
| 8        | テレビ西日本   |
| 11       | 九重町自主放送 |

TVQ九州放送はアナログ・デジタルとも、2010年12月20日より試験放送の形で再送信が開始され、翌2011年2月1日より本放送が開始される。2015年3月末までが再送信の期限となっていたが、それ以降も継続して放送されている。
STBプラン
- 大分ケーブルテレコムが提供している。サービスはベーシックプラン（41チャンネル）、プレミアムプラン（56チャンネル）の2種類。このサービスを利用するには基本プランに加入していることが条件となる。

- この他にインターネットサービスが利用出来るが、基本プランに加入する必要がある。